# Primas Normandie

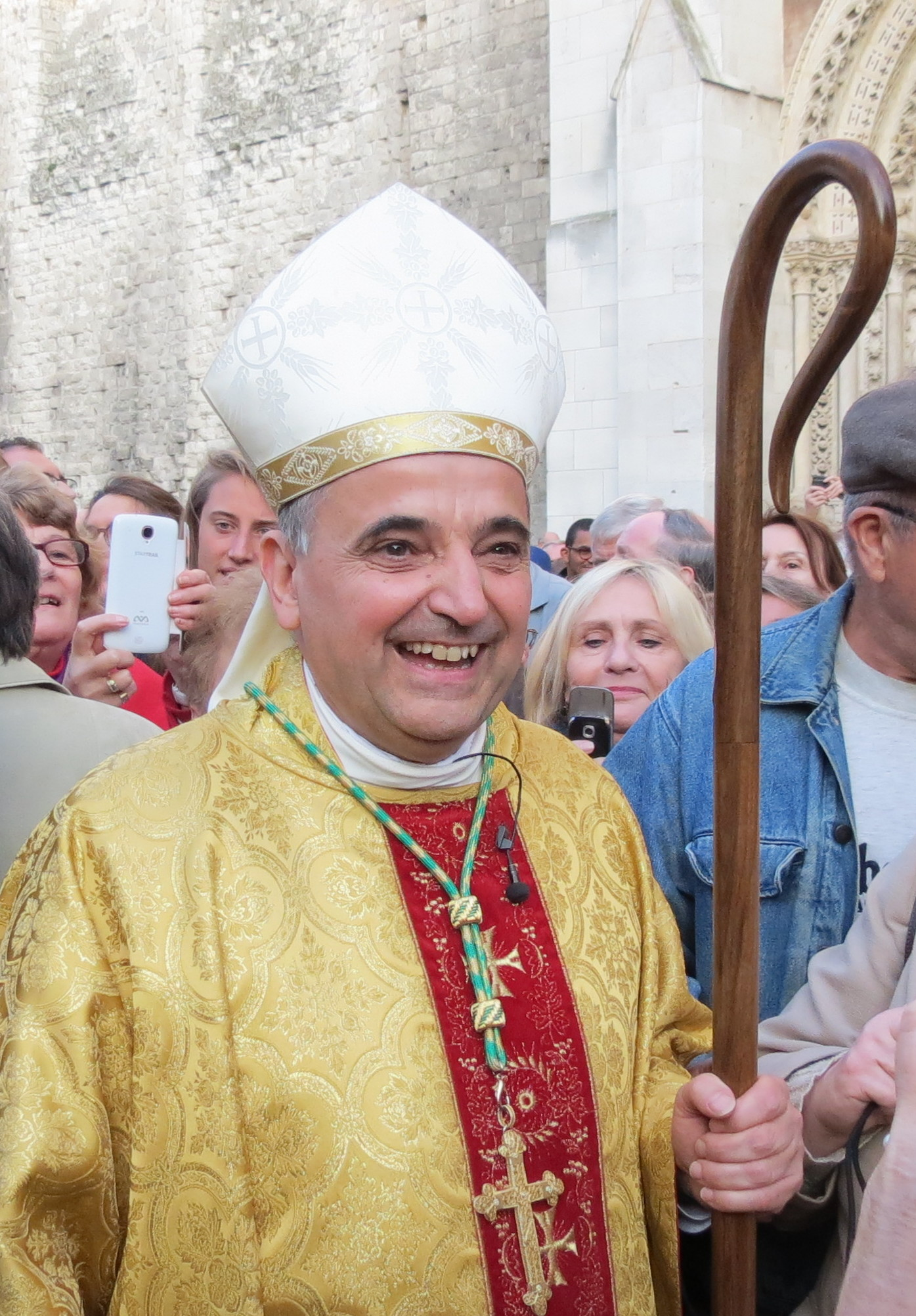
Mons. Lebrun, arcibiskup rouenský, primas Normandie od roku 2015

Titul primas Normandie přísluší arcibiskupům z Rouenu. Spolu s lyonským arcibiskupem a biskupem z Nancy-Toul se jedná o jednoho ze tří biskupů s titulem primas na území Francie. Z titulu nevyplývá žádná jurisdikce, jedná se o čestné postavení mezi ostatními francouzskými arcibiskupy.

## Historie
Když se stalo křesťanství státním náboženstvím římské říše, byla s postupující christianizací zakládána biskupství v jejích velkých městech. V normandském Rouenu, někdejším římském Rothomagu (který byl hlavním městem provincie Secunda Lugdunensis, bylo biskupství založeno již v průběhu 2. nebo 3. století a na arcibiskupství bylo povýšeno v 5. nebo 6. století. Starobylým (arci)diecézím byl v některých případech pro zdůraznění jejich významu udělován tzv. primát, čestné postavení mezi ostatními biskupstvími, v dané církevní provincii, regionu nebo státu. Papež Kalixt III. vytvořil titul normandského primase papežskou bulou 22. května 1457. Ke opětovnému potvrzení titulu došlo 11. července 1458.

## Primas Normandie

### Právní vymezení
Rouenskému arcibiskupovi náleží titul metropolity církevní provincie, z čehož mu plynu nárok na užívání pallia, podle CIC kán. 435-438, titul primase pak upravuje kán. 439.

### Heraldika
V rámci církevní heraldiky využívá primas Normandie schéma znaku pro patriarchu/primase.

### Liturgie
V liturgickém průvodu je postaven naroveň patriarchům.

## Galerie

Schéma znaku primase Normandie, není-li kardinálem (zelená barva, patnáct střapců, patriarchální kříž)
Znak Mons. Descubeho arcibiskupa rouenského, primase Normandie (užito schéma znaku pro primase)
Znak kardinála de Joyeuse, arcibiskupa rouenského, primase Normandie (užito schéma znaku pro kardinála)
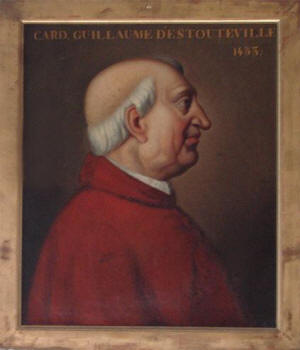
kardinál Guillaume d’Estouteville, arcibiskup rouenský v letech 1453-1483, první primas Normandie